# Parlamentswahl in Nordzypern 1976
- TKP: 6
- CTP: 2
- HP: 2
- UBP: 30

Die Parlamentswahlen in Nordzypern fanden am 20. Juni 1976 statt.
Es waren die ersten Parlamentswahlen nach der Invasion von Zypern 1974 und die erste Wahl im Türkischen Föderativstaat von Zypern.
Zu den Parlamentswahlen traten insgesamt vier Parteien an. Bei der gleichzeitig abgehaltenen Präsidentschaftswahl gewann Rauf Denktaş mit über 70 %.

## Ergebnis
| Ulusal Birlik Partisi (UBP, nationalkonservativ)    | 408.380 | 53,73 | 30 |
| Toplumcu Kurtuluş Partisi (TKP, Mitte-links)        | 153.393 | 20,18 | 6  |
| Cumhuriyetçi Türk Partisi (CTP, sozialdemokratisch) | 97.637  | 12.85 | 2  |
| Halkçı Parti (HP, Mitte-links)                      | 89.260  | 11,74 | 2  |
| Unabhängige                                         | 11.369  | 1,50  | ±0 |
| insgesamt                                           | 760.039 | 100   | 40 |
| Wahlberechtigte/Wahlbeteiligung                     | 75.824  | 74,31 | –  |
| Quelle: YSK                                         |         |       |    |